# Duyung (Wenunuc)
Duyung ist ein Ortsteil des osttimoresischen Dorfes Metinaro im Verwaltungsamt Metinaro (Gemeinde Dili). „Duyung“ ist in Bahasa Indonesia das Wort für die einheimischen Seekühe (Dugong). Gleichzeitig werden Meerjungfrauen so genannt.

## Geographie
Duyung liegt im Osten des Ortes Metinaro in der Aldeia Saham des Sucos Wenunuc, an der Überlandstraße von der Landeshauptstadt Dili nach Manatuto. Westlich befindet sich der Ortsteil Priramatan und nördlich der Ortsteil Nelayan.
In Duyung befinden sich die Grundschule Bebunuc, die katholische Grundschule Metinaro, die Sekundarschule Metinaro und der Sitz des Sucos Wenunuc.